# کریم بی‌لی (فضولی)
کریم بی‌لی (به لاتین: Kərimbəyli) یک منطقه مسکونی در جمهوری آذربایجان است که در شهرستان فضولی واقع شده است. کریم بی‌لی ۲۴۰۳ نفر جمعیت دارد.